# 天主教渥太华-康沃尔总教区
天主教渥太華-康沃爾總教區（英語：The Roman Catholic Archdiocese of Ottawa-Cornwall）是羅馬天主教以加拿大首都渥太華為中心的一個總教區，下轄三個教區。
總教區位於安大略東部，2004年有教友392,635人，佔轄區總人口67.9%。總教區下轄111個堂區，有279名司鐸。現任總主教為。狄連斯·普倫德加斯特，助理總主教為才祿·當富斯，榮休總主教為才祿·安德肋·熱爾韋
1847年6月25日成立，1886年6月8日升為總教區。總教區於2020年5月6日更名為渥太華-康沃爾總教區。